# موش کور چشم‌بسته
موش کور چشم‌بسته (نام علمی: Talpa caeca) نام یک گونه از سرده موش کورهای اروپایی است.